# Бороммапан
Бороммапан (тай. บรมปาล; д/н—1438) — останній правитель Сукотай у 1419-1438 роках. Відомий також як Маха Таммарача IV.

## Життєпис
Походив з династії Пхра Руанг. Старший син Сайлеутхая, володаря Сукхотаї, та Манангсахи (праонуки Бан Муанга). Замолоду звався Пхая Бан Муанг, згодом Бороммапан. 1419 року після смерті батька Інтарача I, володар Аюттхаї, що був зверхником Сукхотай, прибув туди, скориставшись боротьбою між Бороммапаном та його братом за владу. Інтарача I приборкав обох, за цим розділив державу між Бороммапаном, що отримав офіційний царський титул як Маха Таммарача IV, та його молодшим братом Пхаярамом.
Його резиденція була в Пхітсанулок. Фактично контролював лише невеличку частину земель. У 1430 році він переніс свою резиденцію назад до старої столиці. Весь час зберігав вірність Аюттхаї, ймовірно не маючи військової потуги виступити проти. Помер 1438 року, після чого Сукхотай було приєднано до Аюттхаї, правителі якої стали призначати сюди упаратів (віцекоролів).